# 麻章区
麻章区（ましょうく）は中華人民共和国広東省湛江市に位置する市轄区。

## 行政区画
下部に3街道、4鎮を管轄する
- 街道
  - 東山街道、東簡街道、民安街道
- 鎮
  - 麻章鎮、太平鎮、湖光鎮、硇洲鎮

東山街道及び東簡街道は湛江経済技術開発区東海島新区により、民安街道及び硇洲鎮は江東海島経済開発区により管理されている。